# Крихти (фільм)
«Крихти» (англ. Crumbs) — ефіопський постапокаліптичний афрофутуристичний науково-фантастичний романтичний фільм 2015 року режисера іспанського походження Міґеля Льянсо з Даніелем Тадессе, Квіно Пінеро та Селам Тесфає в головних ролях. Цей фільм є дебютом Міґеля Льянсо як кінорежисера.

## Синопсис
Постапокаліптична Ефіопія. Сміттяр-невдаха потрапляє у сюрреалістичну пригоду з таємничими прибульцями, відьмами, Санта-Клаусом, нацистськими лицарями та багатьма іншими. Створюючи закільцьований всесвіт з уламків попкультури кінця XX століття (від Майкла Джордана до Черепашок-ніндзя), ця психоделічна фантазія дивує і зачаровує, обертаючись навколо власної запаморочливої осі.

## Акторський склад
- Даніель Тадессе — Кенді
- Квіно Пінеро — нацист
- Селам Тесфає — Саят, Селам Тесфає
- Менґісту Бергану — крамар
- Ґету Фікса — кінний вершник
- Небею Бекеле — кінний вершник
- Шітає Абрага — відьма, Шітає Абрага
- Цеґає Абеґаз — Санта-Клаус
- Ґірма Ґебрегівот — Слухач
- Шамбель Баша Ґетач'ю — воїн
- Жілассе Ґелоу — сліпий старий

## Виробництво
Кінострічка знята в Даллолі, що в Ефіопії, з бюджетом у 225 000 доларів. Прем'єра фільму відбулася на Роттердамському міжнародному кінофестивалі, а «Крихти» здобули нагороду журі Nightfall на Лос-Анджелеському кінофестивалі 2015 року та приз за найкращий дебютний повнометражний фільм на Міжнародному кінофестивалі «Фантазія» 2015 року.